# Thine Eyes Bleed
Thine Eyes Bleed ist eine kanadische Melodic-Death-Metal-/Metalcore-Band aus London (Ontario).

## Bandgeschichte
Thine Eyes Bleed wurde 2002 von Justin Wolfe (Gesang), Jeff Phillips (Gitarre) und Daryl Stephens (Schlagzeug) gegründet. Kurz darauf stießen Tom Arayas Bruder Johnny Araya (Bass) und James Reid (Gitarre) zur Band. Nach einigen lokalen Liveshows unterschrieb die Band 2005 bei The End Records. Im gleichen Jahr erschien ihr Debütalbum In the Wake of Separation. Sie spielten anschließend auf dem South-by-Southwest-Festival in Austin (Texas) und als Vorband für Soulfly, Six Feet Under und Kittie. 2006 eröffnete Thine Eyes Bleed die Unholy Alliance Tour mit Children of Bodom, Mastodon und Lamb of God, sowie den Headliner Slayer.
2007 konzentrierten sie sich auf ihr selbstbetiteltes Zweitwerk, das 2008 erschien. Nach dem Verlust ihres Plattenvertrages wurde es still um die Band. Ein neues Album ist bereits fertiggestellt, die Band sucht derzeit ein neues Management und einen neuen Plattenvertrag.

## Musikstil
Thine Eyes Bleed spielt Melodic Death Metal der schwedischen Schule rund um Bands wie In Flames und At the Gates und dezenten Einflüssen aus dem New York Hardcore. Gelegentlich wird der Stil auch dem Metalcore zugeordnet.

## Diskografie
- 2005: In the Wake of Separation
- 2008: Thine Eyes Bleed
- 2012: The Embers Rise